# Erke

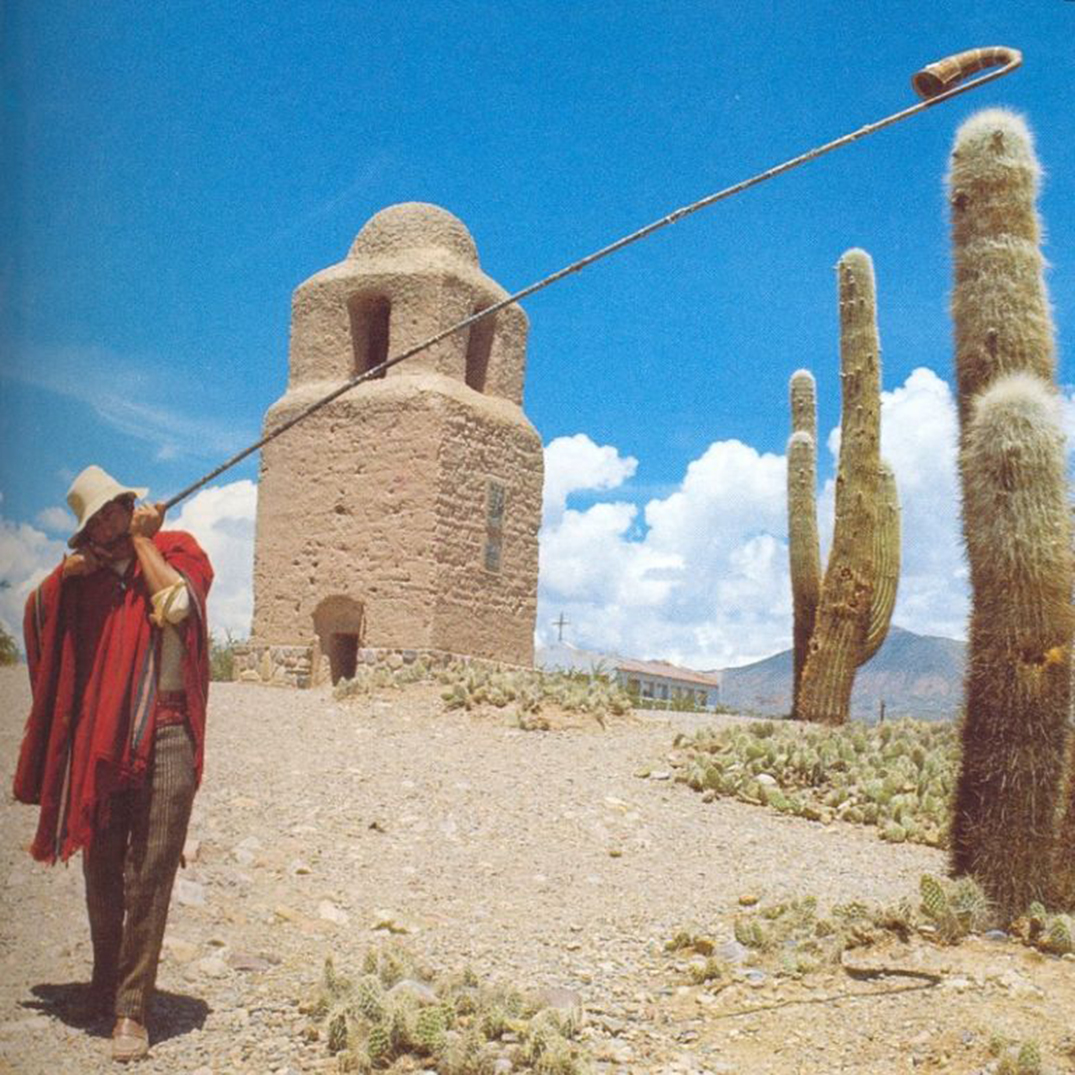
Erke.

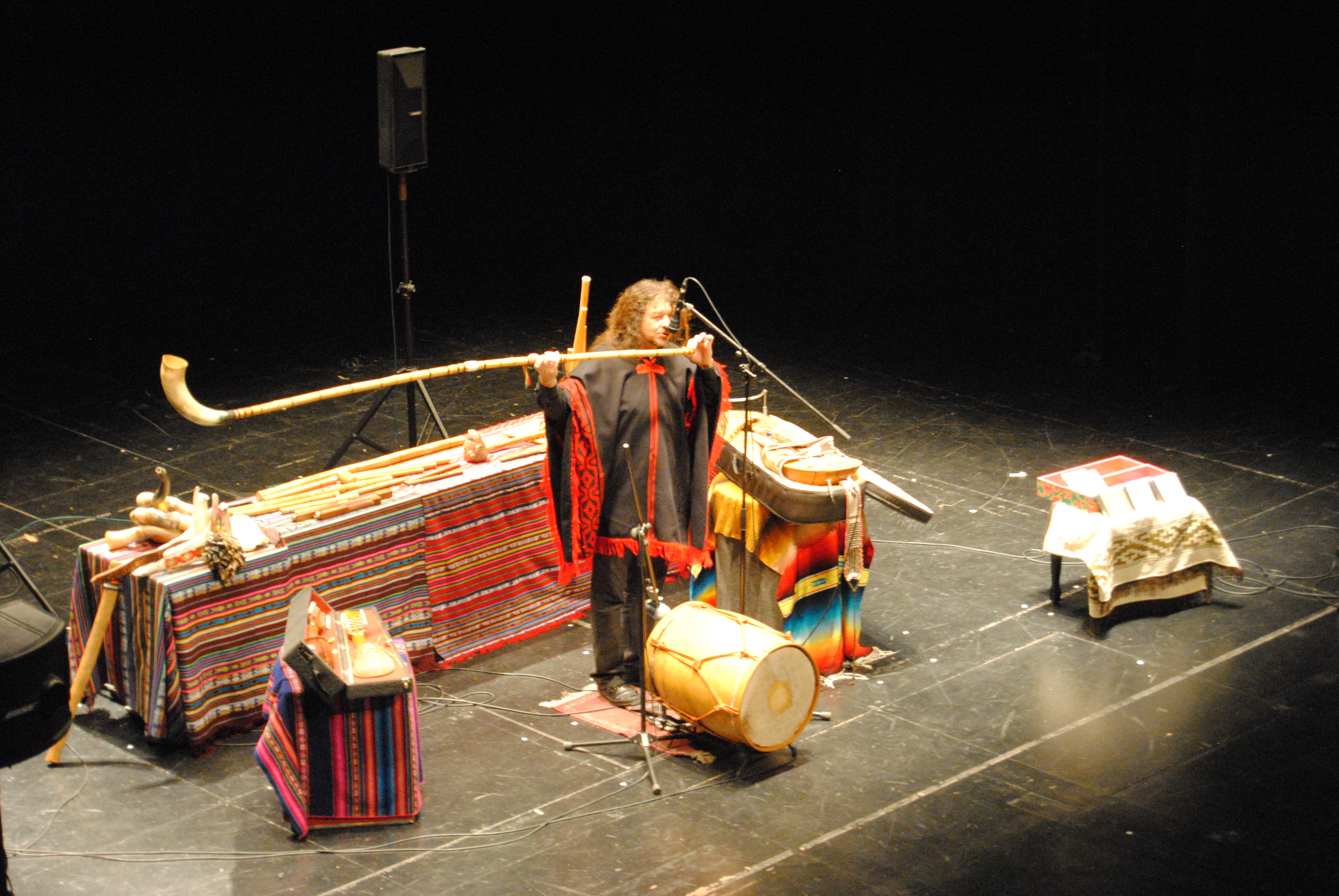
Erke

El erke  o  erque (del quechua irqi o irq'i ‘infante, llorón’), también llamado coroneta o quepa, es un instrumento de viento, con diferentes formas y tamaños típico en celebraciones públicas en el noroeste de Argentina (provincias de Jujuy, Salta y Tucumán) y sur de Bolivia.

## Estructura
Este instrumento musical aerófono, que en la República Argentina se lo conoce con el nombre de "cañas" (por la zona de Hornillos, en Salta, donde abunda la caña con la que se fabrica el instrumento), "corneta" (en Jujuy y en Salta), "corneta andina", "erke", "erque", "trompa de los Andes",  "trutruka" o “quepa” y es utilizado en celebraciones típicas en el norte de Argentina y sur de Bolivia.
Está formado por 5 o más tramos largos de caña unidos en sus extremos y formando un solo tubo. Al tubo formado por las cañas se le eliminan los nudos interiores y exteriormente puede aparecer forrado con tripa o lana. En el extremo superior posee un pabellón de cuerno vacuno o de latón. Los sonidos se obtienen mediante el soplo, las notas se gradúan tapando o destapando la parte ancha con la mano. 
El extremo inferior posee una embocadura por donde se sopla. Este instrumento puede alcanzar una longitud de tres a siete metros; la "caña" tarijeña suele medir 4 metros.  El erke típico carece de lengüeta en su embocadura, cumpliendo la función de ésta la misma lengua del ejecutante introducida dentro de un orificio lateral de la caña.

## Historia

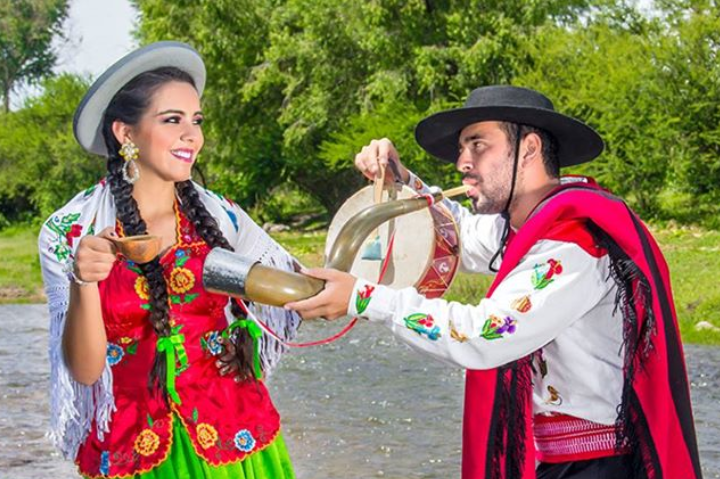
Erque en los Valles de Tarija

Su origen viene inicialmente de la Caña, como instrumento típico de las tribus de los moyo moyos (o lacaxas), que eran nativos de los contrafuertes de la zona alta y parte de los valles de Tarija como también de Los Chichas (nor y sur Chichas al sur del país)
Posteriormente se fue integrada a la tradicional fiesta de San Roque en las danzas de los Chunchos.
Después de que la enfermedad de la lepra, a finales del siglo XIX, haya llegado a Tarija, aparece la devoción a San Roque, fiesta en la cual se emplean la danza de los Chunchos (que tiene su origen de las tribus churumatas-chanés), los "erques" tradicionalmente llamados "Cañas" en Tarija, que según crónicas coloniales se utilizaban por las personas criollas y mestizas del campo hacia la ciudad de Tarija, más específicamente en el partido o curato de Canasmoro, la fiesta alcanza la popularidad a mediados del siglo XX, fecha en la cual se difunde este instrumento en los valles del sur de Chuquisaca, Sud Chichas, Nor Chichas en el extremo sur de Bolivia y el altiplano  del noroeste argentino, aunque se difunde de manera distinta ya que en vez de expandirse más a regiónes vallenses y ser utilizadas por gente campesina como en Tarija; se extendió a regiónes altiplanicas y fueron utilizado por indígenas y en menor medida por campesinos, pero gracias a la expansión del instrumento hacia la Argentina fue nombrado por el idioma quechua "erk'e", que en el español significa "cuerno" ya que son hechos de ese material, se quedó la forma de escribir y forma de pronunciar la palabra en la Argentina, Nor y Sur Chichas y en el sur de Chuquisaca; mientras que en Tarija, cuando al instrumento se lo dio el nombre como "erk'e", fue muy complicado para la gente chapaca de campo y de ciudad pronunciar de manera originaria, de ese modo, como la mayoría de las palabras originarias en Tarija, se castellanizó la palabra por la dificultad de pronunciarla y se quedó como "erque", a lo cual también los argentinos y chuquisaqueños del sur lo pronuncian de forma intercalada.

Aunque en la segunda mitad del siglo XX conjuntos musicales de proyección folclórica andina ejecutan el Erke para sus recitales, entre los aborígenes y criollos del área andina el erke es ejecutado sólo ritualmente (por ejemplo, en ocasión de los misachicos).
Tradicionalmente sólo son varones adultos los que ejecutan el erke, considerándose en poblaciones aborígenes una profanación acarreadora de infortunio el hacerlos sonar fuera de los rituales. La desgracia más leve que se cree acarrea la violación de las normas es que se produzcan heladas en pleno verano. Este instrumento es acompañado con la quena, y en los valles bolivianos con la tambora.

## Instrumentos similares
Entre los mapuches y zonas de influencia mapuche existe un instrumento muy similar llamado trutruca. Otro instrumento con un funcionamiento similar, aunque de aspecto bastante diferente, es el didgeridoo, empleado por los aborígenes australianos.
También en la zona norte andina de Perú, en Cajamarca, existe el clarín cajamarquino, que es una trompeta traversera de las mismas grandes dimensiones de 3 a 4 metros. Para tocarla, el músico sopla de la misma manera en que se toca una trompeta, sosteniendo la caña en alto de manera transversal a su propio cuerpo. En el clarín de Cajamarca se distingue, en el extremo distal, el más lejano del músico, una especie de bocina, que puede ser de calabaza, coco o de hojalata; el cuerpo del clarín es de caña, cortada en determinada época del año para que dure más y no se raje. La dimensión de la caña permite sonidos más agudos o más graves distinguiéndose estilos según la zona: en Porcón, el sonido agudo (3,50 m de largo); en Chetilla, de sonido "lúgubre y sentimental" (4 m de largo); y en Pampa Cajamarca, de sonido menos agudo que el de Porcón.
En los Alpes existe un instrumento bastante parecido (quizás debido a que fue originado independientemente -es decir por poligenismo- por los mismos motivos que el erke y la trutruca) en aspecto al erke o caña o trutruca: es la trompa de los Alpes o Alpenhorn (cuerno alpino) usado en esa región montañosa europea para transmitir mensajes entre los valles.